# Аламак
Алама́к (Альмах, Альмаах, Альмаак, Аль Маак), Гамма Андромеды (лат. γ Andromedae), 57 Андромеды (лат. 57 Andromedae) — третья по яркости звезда созвездия Андромеды, кратная звёздная система, состоящая из четырёх компонентов.

## Этимология названия

Схема обращения звезд в системе. Масштаб не соблюдён.

Название звезды принято связывать с арабским al-canāq al-arđ̧, означающим зверька семейства куньих. Перевод названия как «сандалия» связан с расположением звезды в фигуре созвездия и, видимо, ошибочен. У Птолемея в «Альмагесте» звезда описана как «звезда над левой ступнёй».

## Характеристики
γ Андромеды — двойная звезда, видимая в небольшой телескоп. Главная жёлто-оранжевая звезда γ1 +2,1 звёздной величины имеет на расстоянии 9,6 угловых секунд голубоватый спутник γ² с блеском +4,84m. γ1 является ярким гигантом спектрального класса K3 с температурой поверхности 4500 K, превосходящим Солнце по светимости в 2000, а по радиусу более чем в 70 раз.
γ² является двойной звездой и состоит из пары голубоватых звёзд главной последовательности с блеском +5,1m и +6,3m, совершающих орбитальное движение с периодом в 61 год. Из-за небольшого расстояния между компонентами (не более 0,5 секунд) разделить эту пару под силу только большому телескопу. Более яркий компонент пары, в свою очередь, является спектрально-двойной звездой с орбитальным периодом 2,67 дня.